# Cauvicourt
Cauvicourt ist eine französische Gemeinde mit 560 Einwohnern (Stand: 1. Januar 2022) im Département Calvados in der Region Normandie. Sie gehört zum Arrondissement Caen und zum Kanton Le Hom.

## Geografie
Cauvicourt liegt etwa 21 km südsüdöstlich von Caen. Umgeben wird die Gemeinde von Cintheaux im Norden und Nordwesten, Valambray mit Poussy-la-Campagne im Nordosten, Saint-Sylvain im Osten, Soignolles im Südosten, Bretteville-le-Rabet im Süden, Gouvix im Südwesten sowie Bretteville-sur-Laize in westlicher Richtung.

## Bevölkerungsentwicklung
| Jahr                             | 1793 | 1836 | 1876 | 1926 | 1946 | 1968 | 1990 | 2016 |
| Einwohner                        | 359  | 424  | 412  | 323  | 227  | 263  | 373  | 498  |
| Quelle: Cassini, EHESS und INSEE |      |      |      |      |      |      |      |      |

## Sehenswürdigkeiten

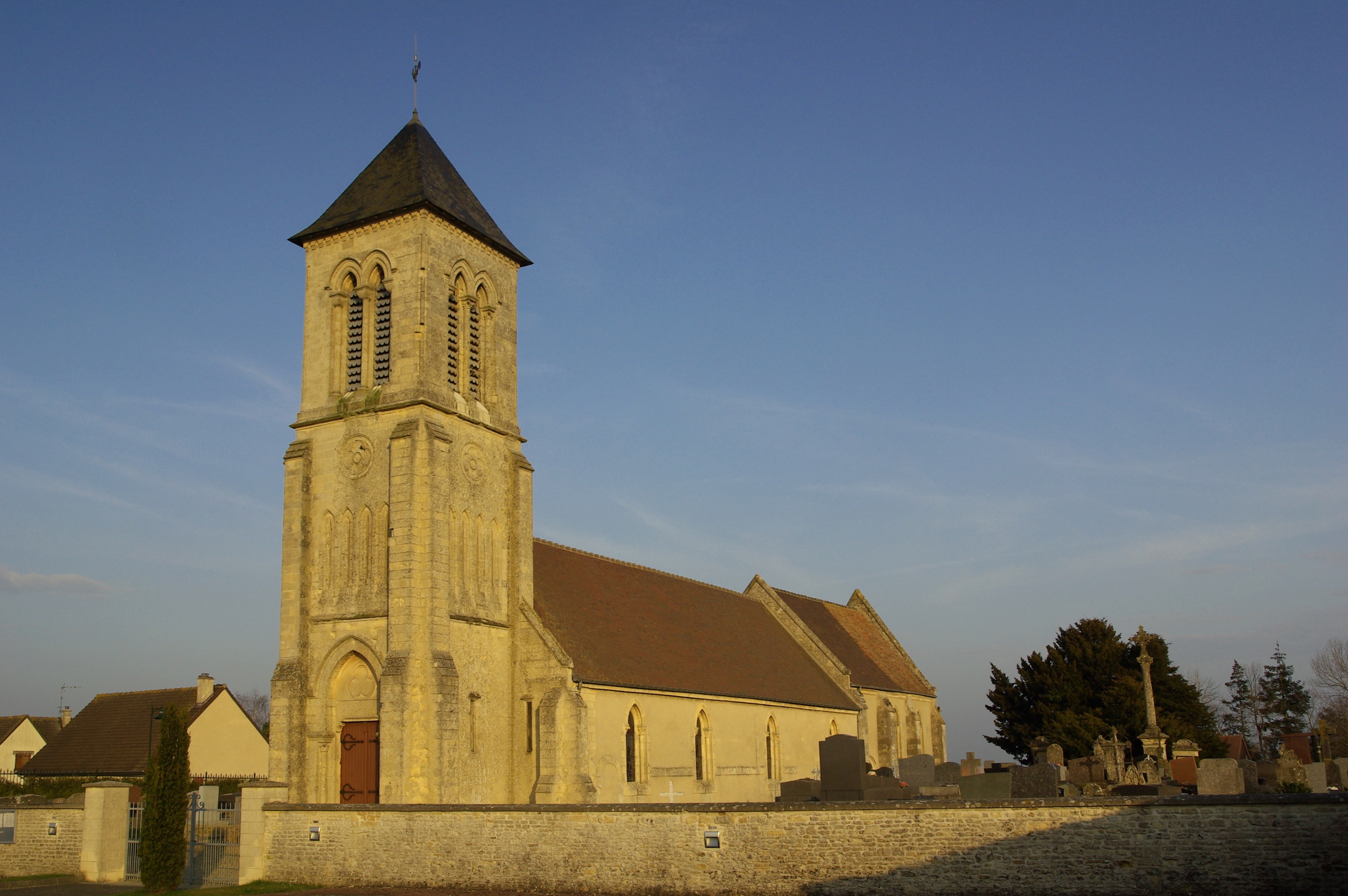
Kirche Saint-Germain

- Kirche Saint-Germain mit Chor und Kapelle aus dem 13. und 14. Jahrhundert, Monument historique
- Antike römische Straße